# Alain Rey
Alain Rey (Pont-du-Château, 30 de agosto de 1928-París, 28 de octubre de 2020) fue un lingüista y lexicógrafo francés. Fue redactor  jefe de las publicaciones de ediciones Le Robert y un observador de la evolución de la lengua francesa. Encarnó, tal como ocurre con Le Robert, en donde trabajó, una lengua francesa moderna, y no dudó en incluir en sus diccionarios el verlan o los regionalismos.

## Biografía
Tras sus estudios de ciencias políticas, de Letras y de Historia del arte en La Sorbona, hizo el servicio militar en los tiradores tunecinos. Instalado en Argelia, respondió en 1952 a un anuncio de Paul Robert, quien buscaba lingüistas para hacer un diccionario. Alain Rey se transformó en su primer colaborador para el Dictionnaire alphabétique et analogique (Diccionario alfabético y analógico). Durante este período trató a Josette Rey-Debove, que trabajaba en el mismo equipo, se casaron en 1954 y en 1964 apareció el primer diccionario Le Robert, seguido del famoso Petit Robert en 1967.
Enseguida Alain Rey redactó y dirigió los diferentes diccionarios de ediciones Le Robert: Le Petit Robert (1967), Le Micro Robert, Le Petit Robert des noms propres (1974), Le Dictionnaire des expressions et locutions (1979), Le Grand Robert de la langue française, en 9 volúmenes (1985), Le Nouveau Petit Robert de la langue française (1993), y Le Dictionnaire historique de la langue française (1992).
En 2005 publicó el Dictionnaire culturel en langue française (Diccionario cultural de la lengua francesa). Esta «Reyvolución» cultural exigió muchos años de trabajo a los autores de esta obra, entre los cuales se cuentan Jacques Le Goff y Régis Debray. Por otra parte, su excelente monografía Révolution, histoire d’un mot, de 1989, fue su contribución al bicentenario de la Revolución francesa, con un análisis extenso de la palabra 'revolución', que procedía de la astronomía.
Compartió su pasión en los medios de comunicación, como forma de democratización. Entre 1993 y comienzos de 2006, cerraba siempre el programa matinal de la radio France Inter con una crónica titulada Le mot de la fin (La palabra final), donde desmenuzaba las palabras de la lengua francesa y a menudo trataba de política bajo su punto de vista libertario. Para muchos fue el signo de una voluntad, por parte de la dirección, de renovar la antena y de facilitar la observación. Su última crónica, el 29 de junio de 2006, la consagró a la palabra "adiós". En la prestigiosa revista mensual Magazinne Littéraire siempre había una página de Rey dedicada, cada vez, a una palabra.
Entre 2004 y 2005, también presentó la crónica Démo des mots (Demo de palabras), que cerraba el noticiario France 2, en donde explicaba el origen, la evolución y los derivados de palabras ligadas al dinero. El ministro de Cultura y de la Comunicación le otorgó el título de Comendador de la Orden de las Artes y la Letras. Por otra parte, Alain Rey firmó L'Appel à la vigilance contre le néocréationnisme et les intrusions spiritualistes en science (Llamada a la vigilancia contra el neocreacionismo y las intrusiones espiritualistas en ciencia), que se publicó en Francia a finales del año 2005.

## Cita
«On croit que l'on maîtrise les mots, mais ce sont les mots qui nous maîtrisent» («Uno cree que controla las palabras, pero son las palabras las que nos controlan»)